# Étretat

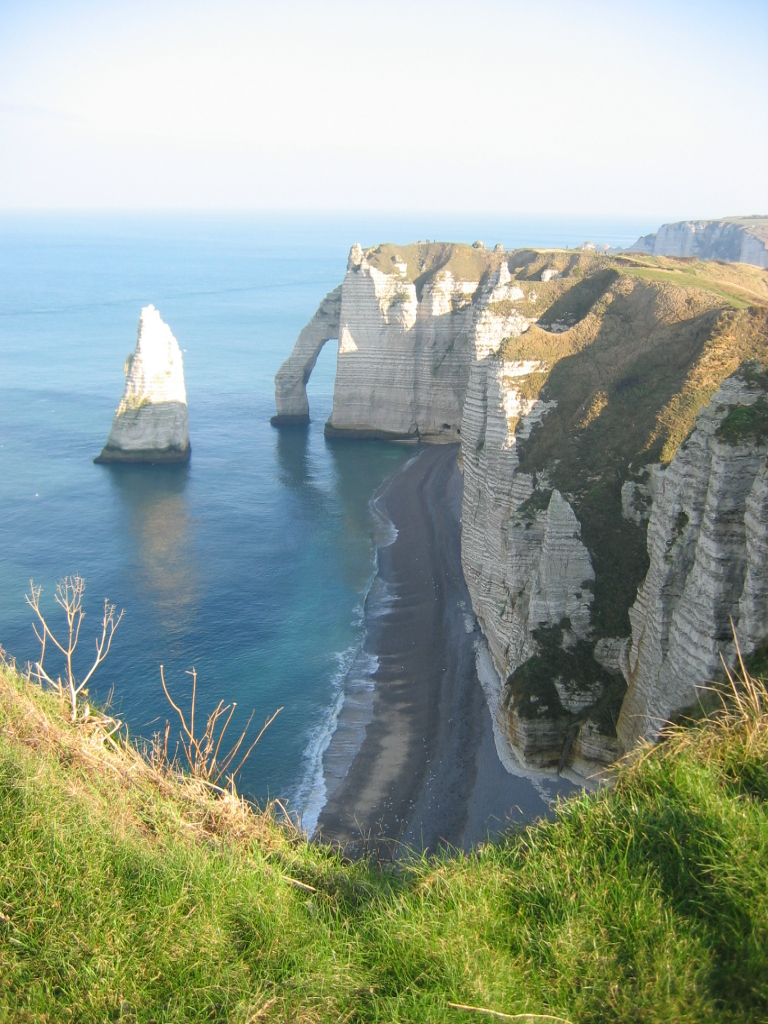
Cingles d'Étretat, amb la famosa "Porte d'Aval".

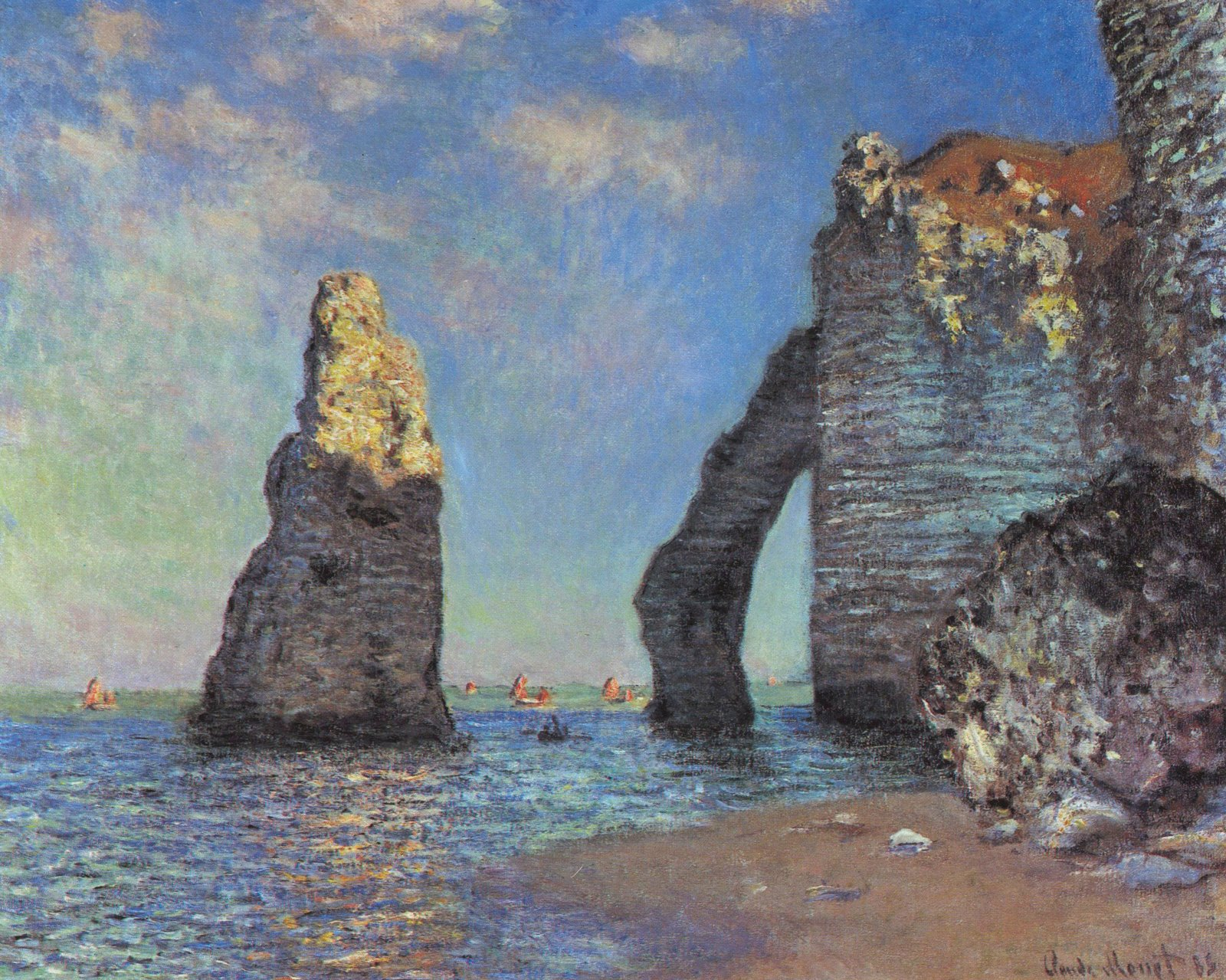
Claude Monet, Étretat, l'aiguille et la falaise, 1885

Étretat és un municipi francès situat al departament del Sena Marítim i a la regió de Normandia. L'any 2007 tenia 1.518 habitants.

## Demografia

### Població
El 2007 la població de fet d'Étretat era de 1.518 persones. Hi havia 742 famílies de les quals 327 eren unipersonals (129 homes vivint sols i 198 dones vivint soles), 189 parelles sense fills, 153 parelles amb fills i 73 famílies monoparentals amb fills.
La població ha evolucionat segons el següent gràfic:
Habitants censats

### Habitatges
El 2007 hi havia 1.386 habitatges, 756 eren l'habitatge principal de la família, 542 eren segones residències i 88 estaven desocupats. 905 eren cases i 416 eren apartaments. Dels 756 habitatges principals, 354 estaven ocupats pels seus propietaris, 372 estaven llogats i ocupats pels llogaters i 30 estaven cedits a títol gratuït; 82 tenien una cambra, 121 en tenien dues, 182 en tenien tres, 150 en tenien quatre i 221 en tenien cinc o més. 347 habitatges disposaven pel capbaix d'una plaça de pàrquing. A 386 habitatges hi havia un automòbil i a 149 n'hi havia dos o més.

### Piràmide de població
La piràmide de població per edats i sexe el 2009 era:
| Homes | Edats   | Dones |
| ----- | ------- | ----- |
| 0     | 95 o +  | 8     |
| 8     | 90 a 94 | 36    |
| 20    | 85 a 89 | 44    |
| 12    | 80 a 84 | 28    |
| 28    | 75 a 79 | 92    |
| 28    | 70 a 74 | 56    |
| 40    | 65 a 69 | 36    |
| 44    | 60 a 64 | 36    |
| 24    | 55 a 59 | 36    |
| 60    | 50 a 54 | 44    |
| 52    | 45 a 49 | 64    |
| 72    | 40 a 44 | 40    |
| 44    | 35 a 39 | 40    |
| 60    | 30 a 34 | 40    |
| 56    | 25 a 29 | 64    |
| 52    | 20 a 24 | 64    |
| 40    | 15 a 19 | 28    |
| 52    | 10 a 14 | 28    |
| 24    | 5 a 9   | 52    |
| 32    | 0 a 4   | 28    |

## Economia
El 2007 la població en edat de treballar era de 921 persones, 659 eren actives i 262 eren inactives. De les 659 persones actives 586 estaven ocupades (299 homes i 287 dones) i 72 estaven aturades (40 homes i 32 dones). De les 262 persones inactives 112 estaven jubilades, 78 estaven estudiant i 72 estaven classificades com a «altres inactius».

### Ingressos
El 2009 a Étretat hi havia 749 unitats fiscals que integraven 1.466,5 persones, la mediana anual d'ingressos fiscals per persona era de 17.640 €.

### Activitats econòmiques
Dels 164 establiments que hi havia el 2007, 6 eren d'empreses alimentàries, 4 d'empreses de fabricació d'altres productes industrials, 6 d'empreses de construcció, 42 d'empreses de comerç i reparació d'automòbils, 3 d'empreses de transport, 41 d'empreses d'hostatgeria i restauració, 2 d'empreses d'informació i comunicació, 9 d'empreses financeres, 13 d'empreses immobiliàries, 16 d'empreses de serveis, 14 d'entitats de l'administració pública i 8 d'empreses classificades com a «altres activitats de serveis».
Dels 46 establiments de servei als particulars que hi havia el 2009, 1 era una gendarmeria, 1 oficina de correu, 3 oficines bancàries, 1 funerària, 1 autoescola, 3 guixaires pintors, 1 lampisteria, 1 electricista, 4 perruqueries, 24 restaurants, 5 agències immobiliàries i 1 tintoreria.
Dels 28 establiments comercials que hi havia el 2009, 1 era una gran superfície de material de bricolatge, 2 botiges de menys de 120 m², 3 fleques, 2 carnisseries, 1 una botiga de congelats, 2 llibreries, 9 botigues de roba, 2 botigues d'equipament de la llar, 1 una botiga d'equipament de la llar, 1 una botiga de mobles, 1 una botiga de material de revestiment de parets i terra, 1 un drogueria i 2 floristeries.
L'any 2000 a Étretat hi havia 4 explotacions agrícoles.

## Equipaments sanitaris i escolars
El 2009 hi havia 1 farmàcia i 2 ambulàncies.
El 2009 hi havia 1 escola maternal i 1 escola elemental.

## Poblacions més properes
El següent diagrama mostra les poblacions més properes.